# دين ماكفيرسن
دين ماكفيرسن (بالإنجليزية: Dean Macpherson)‏ هو سياسي جنوب أفريقي، ولد في 2 فبراير 1985. حزبياً، نشط في التحالف الديمقراطي. في 2014 South African general election ‏، انتخب عضو الجمعية الوطنية لجنوب أفريقيا عن دائرة كوازولو ناتال وقد انضم خلال فترته النيابية ‏ (21 مايو 2014 – )  للكتلة البرلمانية التحالف الديمقراطي.